# (13641) de Lesseps
(13641) de Lesseps est un astéroïde de la ceinture principale.

## Description
(13641) de Lesseps est un astéroïde de la ceinture principale. Il fut découvert par Eric Walter Elst le 15 avril 1996 à l'ESO. Il présente une orbite caractérisée par un demi-grand axe de 3,07 UA, une excentricité de 0,16 et une inclinaison de 0,82° par rapport à l'écliptique.
Il fut nommé en hommage à Jean-Baptiste de Lesseps (1766-1834), diplomate et écrivain français, membre de l'expédition de La Pérouse. Il est l'oncle du diplomate et entrepreneur français Ferdinand de Lesseps.

## Compléments